# Неонацизм
Неонаци́зм (др.-греч. νέος — новый + нацизм; новый нацизм, новый национал-социализм, современный нацизм) — движение, которое после Второй мировой войны объединяет ультраправые экстремистские, ультранационалистические организации, идеологически близкие к старому немецкому нацизму (национал-социализму) либо прямо считающие себя последователями Национал-социалистической немецкой рабочей партии (НСДАП).
Основу неонацизма составляет идея превосходства «белой расы», «арийской расы» и «своего народа». Главными противниками «арийцев» считаются евреи, утверждается существование «всемирного жидомасонского заговора». Неонацисты отрицают или оправдывают Холокост. Неонацизм направлен также против представителей других рас и народов, в особенности иммигрантов. Широко распространена идея предстоящей «священной расовой войны». Часть неонацистских групп призывают к созданию революционным путём фашистского государства. Для неонацизма характерно стремление построить общество на основе жёсткой иерархии.
С 1945 года неонацизм то усиливался, то ослабевал, поскольку социальные, экономические и поколенческие факторы делали его идеологию более либо менее привлекательной для представителей общественности. В ряде стран приняты законы против деятельности неонацистских организаций и использования нацистской символики.

## Определение
Термин неонацизм описывает различные воинствующие, социальные или политические движения после Второй мировой войны, стремящиеся полностью или частично возродить идеологию нацизма.
Неонацизм рассматривается как в целом бессистемная ультраправая экстремистская идеология, использующая многие элементы «традиционного» нацизма, основными характеристиками которой выступают также белый расизм, агрессивный крайний национализм и ксенофобия с применением насилия.
Неонацизм опирается на наследие Третьего рейха. Основными его компонентами являются преклонение перед Адольфом Гитлером, ненависть к евреям, иностранцам, этническим и сексуальным меньшинствам и всем, кто чем-либо отличается. По словам политолога Каса Мудде, «ярлыки неонацизм и, в меньшей степени, неофашизм теперь используются исключительно для партий и групп, которые прямо заявляют о желании восстановить Третий рейх или ссылаются на исторический национал-социализм как на свою идеологическую подпитку».
Дэниел Роджерс писал, что неонацизм можно определить как попытку сохранить нацистскую идеологию или прославить нацистскую эпоху и её образ жизни.
Также неонацизм может пониматься как юридический термин, например, нарушающая закон (австрийский Verbotsgesetz 1947) пропаганда нацистской идеологии или отрицание, преуменьшение, одобрение или оправдание массовых убийств, совершённых нацистами, в особенности Холокоста.

## Идеология
Основу идеологии неонацизма составляет идея превосходства «белой расы», «арийской расы» и «своего народа». Врагами считаются представители других рас и народов, в особенности иммигранты и «гастарбайтеры», а также левые политические течения, разделяющие идеи интернационализма. Широко распространённой является идея предстоящей «священной расовой войны» (РаХоВа, от англ. RaHoWa, Racial Holy War), которая, по представлениям неонацистов, охватит весь мир. Как и представители «старого национал-социализма», неонацисты призывают к «очищению» общества от гомосексуалистов, душевнобольных, бродяг, наркоманов и алкоголиков.
Некоторые неонацисты выработали более широкое, чем в «старом нацизме», определение «арийцев», согласно которому ближайшими потомками древних «арийцев» являются народы Западной Европы, а «нордические» и германские народы считаются наиболее «расово чистыми арийцами». «Раса» является руководящим принципом исторического и политического мировоззрения в рамках «арийских» культов и эзотерического нацизма.
Несмотря на то, что предметом озабоченности современных неонацистов является растущая численность «цветных» рас, главными противниками «арийцев» они продолжают считать евреев. Отвергаются либерализм, парламентаризм и парламентская демократия. В неонацизме считается, что современные демократические государства и их социальные институты контролируются силами, которым чужды интересы титульных этносов. Неонацизм часто представляет себя как «национал-революционный» лагерь. Распространены призывы разрушения действующей государственной системы.
В рамках неонацизма положительно оцениваются действия представителей «старого нацизма». Неонацисты отрицают или оправдывают Холокост — осуществлённый нацистами и их пособниками геноцид евреев, цыган, славян и ряд других групп. Большое распространение имеют нацистские лозунги, символика и приветствия. При наличии законодательного запрета они часто имеют модифицированную форму или заменяются на цифровые коды. Неонацизм положительно относится к личности Адольфа Гитлера, что отражает, в частности, Готсвольдская декларация 1962 года, основополагающий документ «Всемирного союза национал-социалистов».
В то время как одни неонацистские группы акцентируют внимание на простой ненависти, другие больше сосредоточены на идее создания революционным путём фашистского государства. Предполагается создание этнически гомогенных государств «белых наций» (белых этногосударств), которые будут построены на базе близких культур, традиций и верований. Эти государства должны защищать «белую расу» от угрозы, которая, по мнению неонацистов, исходит от восточных и южных народов, быстро растущих в численном отношении и усиливающих свою экспансию. «Арийские» культы и эзотерический нацизм выдвигают проработанные мифологии, призванные предотвратить «упадок власти белых в мире».
Присутствует идея «Четвёртого рейха», который рассматривается как прямое продолжение Третьего рейха. Предполагается восстановление власти национал-социалистов в самой Германии, обретение ею статуса ядерной сверхдержавы и последующее восстановление территории Германии в её границах по состоянию на 1937 год с использованием угрозы применения ядерного оружия.
Многие неонацисты предполагают создать автократическое государство по образцу нацистской Германии, которое будет называться «Западным империумом». Считается, что это государство сможет достичь мирового господства, объединив под единым военным командованием ядерные арсеналы четырёх главных «арийских» мировых держав, США, Великобритании, Франции и России. Это государство должна возглавить фигура, наподобие фюрера, называемая «vindex» («спаситель», «каратель»). Территория государства будет включать все регионы, населённые «арийской расой», как её понимают неонацисты (Европа, Россия, Англо-Америка, Австралия, Новая Зеландия и Белая Южная Африка). Полноправными гражданами государства станут только представители «арийской расы». «Западный империум» приступит к реализации динамичной программы освоения космоса, за которой последует создание с помощью генной инженерии «суперрасы» «Homo Galactica». Идея «Западного империума» основана на концепции «Империума», изложенной в книге 1947 года «Империум: философия истории и политики» Фрэнсиса Йоки. В начале 1990-х годов эта концепция была дополнена, расширена и уточнена в брошюрах, опубликованных Дэвидом Мьяттом.
Популярный у неонацистов роман «Дневники Тёрнера» (1978), написанный американским неонацистским деятелем Уильямом Пирсом, призывает к межрасовой войне и описывает «белую расовую (расистскую) революцию», организованную расистской организацией для уничтожения мультикультурализма в конце XXI века. Уничтожение представителей «чёрных рас» и евреев, а также «предателей „белой расы“» заявлено как единственное возможное решение социальных проблем, угодное неназванному божеству. В книге говорится об «уникальной роли евреев как элемента, способствующего распаду народов и цивилизаций». Описывается уничтожение этнических меньшинств, прежде всего евреев; уничтожение наиболее крупных русских городов и превращение Сибири и Дальнего Востока в радиоактивную пустыню; уничтожение населения всего Азиатского континента, включая всех китайцев. Эта «арийская революция» представлена автором как завершение Холокоста.
Джордж Рокуэлл, Колин Джордан, Вильгельм Ландиг и Эрнст Цюндель вернулись к нацистским моделям и эпическому нарративу о Второй мировой войне, чтобы противостоять послевоенному либерализму и его «еврейским архитекторам». Однако их преемники, особенно в Соединённых Штатах, склонны обращаться к мифологии квази-фёлькише, связанной с «белой» идентичностью и судьбой «белой расы». Группы «христианской идентичности», Церковь Создателя и нордические расовые неоязычники придерживаются более расплывчатой «оборонительной» идеологии, чем прямое направление немецкого национал-социализма.
Распространены идеи «арийского христианства», расистской антисемитской идеологической концепции, согласно которой христианство имеет «арийское» происхождение и сущность и должно быть очищено от наследия иудаизма. Центральной в «арийском христианстве» является идея «арийского Иисуса» о том, что Иисус Христос по происхождению или по духу был «арийцем». «Арийское христианство» представляет собой один из вариантов ответа на вопрос сторонников «арийской» идеи об их отношении к христианству как к религии, с одной стороны традиционной, а с другой стороны тесно связанной с иудаизмом. Так, в США неонацистские движения могли выступать в виде радикальных церквей, исповедовавших «арийское христианство».

### Антисемитизм
Значимый компонент неонацистской идеологи составляет антисемитизм, из которого следует представление о существовании «всемирного жидомасонского заговора». Евреи рассматриваются в качестве «архитекторов» мультирасового мирового порядка, где исчезают все нации, традиции и лояльности перед финальным «еврейским завоеванием мира». Даже если немецкий национализм трансформировался в глобальную идеологию белого расизма, исторический и политический опыт нацистской Германии сохранялся как доминирующая модель для подражания. Сохранение антисемитизма в современном расистском дискурсе, преимущественно связанном с оппозицией этническим меньшинствам, подчёркивает непреходящую демонологию нацизма. Наподобие гностицизма, в которых люди считаются отрезанными от трансцендентного божества в невежественном мире, неонацисты считают, что нацистское учение даёт единственную надежду на расовое выживание «белым нациям», потесняемым растущими этническими меньшинствами. Антисемитизм выступает в роли манихейского дуалистизма, разделяющего мир на силы добра и зла. Идея милленаристской расовой чистки и демонология «еврейского мирового заговора» являются определяющими элементами неонацистской религиозности.
Неонацисты провозглашают себя «белым» / «арийским» движением сопротивления, которое борется с «сионистским оккупационным правительством» (ZOG) и «расовыми предателями».
Историк Д. В. Шляпентох писал, что в Европе и в России неоязычество толкает некоторых своих приверженцев к антисемитизму. Этот антисемитизм тесно связан с негативным отношением к выходцам из Азии, и данный акцент на расовом факторе может приводить неоязычников к неонацизму. Склонность неоязычников к антисемитизму представляет собой логическое развитие идей неоязычества и подражание нацистам.

### Гомофобия
Неонацисты, ориентируясь на параграф 175 законодательства Третьего рейха образца 1935 года, выступают против гомосексуалов. В то же время британский журналист и открытый гей Иоганн Хари в одной из своих статей отмечает, что несмотря на то что нацисты уничтожили в концлагерях тысячи гомосексуалов, некоторые скрытые гомосексуалы были лидерами европейских неонацистских организаций. Хари утверждает, что это относится к руководителю австрийской Партии свободы Йоргу Хайдеру, послевоенному лидеру французских фашистов Эдуару Пфайфферу, лидеру неонацистского движения в Германии 1970-е Михаэлю Кюнену. Хари объясняет желание некоторых гомосексуалов вступить в неонацистские организации стремлением компенсировать гомосексуальность гипермаскулинностью, верой в превосходство гомосексуалов над обычными людьми, влиянием ряда популярных в порноиндустрии ролевых моделей. Как показывает пример Михаэля Кюнена, разоблачение гомосексуальных наклонностей в среде неонацистов как правило ведёт к остракизму со стороны бывших соратников.

## История
Нацизм как массовое движение фактически прекратил своё существование в 1945 году. Последователи нацистской идеологии существовали в Германии и позднее. С конца 1940-х годов в Западной Германии было образовано небольшое количество нацистских политических партий и других групп, часть из которых были позднее запрещены.
В Соединённых Штатах и Великобритании нацизм был возрождён как экстремистская реакция на коммунизм, либерализм и особенно на десегрегацию афроамериканцев и цветных иммигрантов. В поисках радикальной контридеологии американские и британские неонацисты опирались на образ Гитлера и идеологию национал-социализма, противопоставляя их либерализму и присутствию этнических меньшинств. Их подпольные публикации восхваляют национал-социализм как расовую политику, гарантирующую всемирное лидерство «белой расы» на все времена.
В 1950-х — 1970-х годах неофашистские и неонацистские группировки занимались имитацией прошлого, используя униформу, флаги со свастикой и марши. Крайне правые политические партии оставались прерогативой радикалов, вербовка ограничивалась теми, кто восхищался фашизмом или был убеждённым антисемитом. Видными фигурами этого времени в англо-американском неонацизме были Джордж Линкольн Рокуэлл, основатель Американской нацистской партии и Колин Джордан, глава британского «Национал-социалистического движения». Отличительной чертой неонацистских культов, связанных с этими деятелями, их преемниками и последователями в послевоенном англо-американском мире, была историческая преданность опыту нацистской Германии, в условиях когда всеобщее осуждение Третьего рейха и Холокоста заблокировало любую перспективу их политического успеха.
Американский неонацизм, представленный Джорджем Рокуэллом и его преемниками, принял нацистский взгляд на евреев как на катализатор либерального общества, продвигающий коммунизм, гражданские права и смешение рас. Однако к концу 1950-х годов это неонацизм в основном опирался на оппозицию «белых» гражданским правам чернокожих, расовой интеграции и позитивным действиям. Британские неонацистские группы также возникли как реакция на быстро растущий уровень «цветной» иммиграции с конца 1950-х годов. Американский неонацистский лозунг «власть белых» («white power») был близок к британскому призыву «сохранить Британию белой». Когда американские чернокожие начали получать равные гражданские права, а цветные иммигранты стали политически утверждаться в Великобритании в 1980-х годах, среди неонацистских групп распространилась идея, что господство «белой расы» находится под угрозой на исконных землях «белых» этнических групп.
Неонацизм, опирающийся в значительной степени на идеологию и эстетику НСДАП, возник во многих частях Европы и в других местах во время экономических кризисов 1970-х годов и продолжает разделяться рядом небольших политических групп.
В 1966 году американский физик Уильям Пирс оставил преподавательскую деятельность и начал сотрудничать с неонацистским деятелем Джорджем Рокуэллом, вступив в Американскую нацистскую партию, основанную Рокуэллом. После убийства Рокуэлла в 1967 году Пирс стал одной из самых заметных фигур движения сторонников превосходства «белых» в США. В 1974 году он основал американскую неонацистскую организацию «Национальный альянс». Под псевдонимом Эндрю Макдональд выпустил роман «Дневники Тёрнера» (1978), фактически заменивший для американских и европейских неонацистов «Майн Кампф» Гитлера. Книга и другие публикации Пирса, как и идеология «Национального альянса», неоднократно побуждали поклонников к совершению грабежей и убийств, стимулировав неонацистский терроризм в Великобритании и США, в частности, вызвав теракт в Оклахома-Сити в 1995 году.
Как и в случае с ариософами в начале XX века, политическая изоляция во враждебном окружении, приверженном либерализму, привела многие неонацистские и неофашистские группы к принятию оккультных представлений о древней «арийской» мудрости. Начиная с 1970-х годов правые экстремисты начали трансформировать старую идеологию «арийского» расизма, элитаризма и силы в новые культовые формы, включающие эзотеризм и восточные религии. В начале 1950-х годов в Вене развивалась арийско-нордическая мифология, резко контрастировавшая с поклонением Гитлеру в послевоенных англо-американских нацистских культах. Поскольку Гитлер и политика стали болезненными воспоминаниями, эта мифология обратилась к спекуляциям о древних нордических расах, Туле и Атлантиде, о германской религии. Апокалиптические надежды на национальное возрождение и спасение были сосредоточены на спекуляциях о предполагаемом существовании немецкого чудо-оружия, включая летающие тарелки и секретные полярные базы, якобы созданные в конце войны. Эти идеи во многом были продуктом мрачного запустения, царившего в послевоенной Вене. Истоки этого мистицизма лежат в небольшом оккультно-расистском кружке, который впервые собрался для дискуссий в ателье бывшего эсэсовца и дизайнера Вильгельма Ландига в 1950 году. Ландиг возродил в Австрии и Германии ариософскую мифологию Туле, мифической земли, рассматриваемой как полярная родина древних «арийцев». Он создал идею чёрного солнца, призванного, по его мысли, заменить свастику и являвшегося мистическим источником энергии, способным возродить «арийскую расу». Ландиг популяризировал эзотерические идеи, распространённые среди донацистского движения фёлькише и в СС — Атлантида, доктрина вечного льда, доисторические наводнения и тайные расовые доктрины из Тибета. Он также обратил внимание на интерес нацистов к средневековым традициям катаров и Грааля как к альтернативной германской религии дуалистической ереси.
Следуя примеру Джеймса Мадоле, принявшего теософию и индуистскую кастовую иерархию, неонацистская идеология включила в себя восточные темы в мистических доктринах Савитри Деви и Мигеля Серрано, которые в настоящее время являются значимыми для расистского подполья. Савитри Деви родилась во Франции. Она совместила идеи нацизма и индуизма; была заявлена как пророчица. Савитри считала Гитлера олицетворением Вишну и сравнивала нацизм с культом Шивы с его акцентом на разрушение и новое творение. Опираясь на индуистский цикл веков, она утверждала, что человечество живёт в кали-юге, мрачной тёмной эпохе, которой может быть положен конец только возрождающим насилием, войной и геноцидом. Мигель Серрано, отставной чилийский дипломат и писатель, соединил экзотическую восточную религию со своей гностико-манихейской доктриной эзотерического гитлеризма. Согласно Серрано, полубожественные «арийцы» имеют внеземное происхождение. Он считал, что кундалини-йога необходима для очищения «мистической арийской крови» до её прежнего качества божественного света. Другие его идеи включают гностическую войну против евреев, чёрное солнце, аватар Гитлера и нацистские НЛО в Антарктиде. От этих авторов неонацизм нового поколения пополнился новыми мифами и понятиями.
Другая переоценка нацизма произошла в результате эксплуатации этой темы в многочисленных работах о нацистском оккультизме, опубликованных в сенсационных изданиях в мягкой обложке в 1960-х и 1970-х годах. В этих текстах нацизм был мистифицирован и романтизирован как неогностическая религия, связанная с восточной мифологией, тайными тибетскими доктринами и демоническим вдохновением. В результате факты диктатуры, террора, войны и угнетения деисторизировались, превратившись в мифологическую картину. Популярная литература вскоре оказала влияние на реальность. Уже в начале 1970-х сатанистские группы в США обращались к нацистской тематике как символу запретной, тёмной стороны жизни. В 1990-х годах возникли уже собственно нацистские сатанинские культы, связывающими антихристианское неоязычество с трансгрессивным восхвалением Гитлера и Третьего рейха. В Америке, Европе и Австралии такие «тёмные» ложи обращаются к вульгарному ницшеанскому поклонению силе, подкрепленному антихристианскими, элитарными и социал-дарвинистскими доктринами.
В 1980-х и 1990-х годах в ультраправой среде Европы и Америки произошло возрождение, особенно среди неблагополучной «белой» молодежи и групп с низкими доходами, которые всё больше маргинализировались новыми высокотехнологичными отраслями и растущей интеграцией этнических меньшинств. Быстрый рост миграции из Латинской Америки и стран третьего мира в Соединённые Штаты и миграция из развивающихся стран в Западную Европу стали поводом для расистских настроений. Распад Советского Союза и Югославии привёл к дальнейшим миграциям цыган и выходцев из Восточной Европы в страны Западной Европы. Соглашения о свободной торговле, разрушение традиционных производственных отраслей и экспорт рабочих мест в сфере услуг за границу посредством компьютерных коммуникаций стимулировали расизм и враждебность по отношению к либерализму среди определённых групп населения. Глобализация и продолжающаяся иммиграция влияет на сознание эти групп. Как и столетие назад, либерализм и капитализм laissez-faire снова рассматриваются ими как двигатели негативных перемен, и экстремистская националистическая реакция перекликается с идеями фёлькише и неоязычеством, акцентируясь на оборонительных идеях расы для противодействия тому, что эти группы считают угрозами национальной и культурной идентичности. Некоторые группы обращаются к расовой идентичности, рассматривая её как последнее средство. Подъём банд расистских скинхедов, музыки white power и трансформация неонацистского расизма в новые религии фёлькише в рамках «белой» идентичности отражают реакцию на растущий уровень иммиграции в западные страны и рост мультикультурализма.
Первоначальное движение фёлькише возникло в конце XIX века как реакция немецкой идентичности на модернизацию, став предшественником национал-социализма; аналогично возрождение нео-фёлькише действует как реакция «белой» идентичности на мультикультурализм, позитивные действия и массовую иммиграцию из стран третьего мира. По мере того, как группы нео-фёлькише развивают свой интерес к идентичности и этнической принадлежности, многие из них, как и их немецкие предшественники, обращаются к эзотерическим темам «арийского» происхождения, тайных знаний и оккультного наследия. Как и ариософы 1890—1945 годов, новые движения white pride представляют собой наиболее радикальную реакцию западных обществ на фундаментальные вызовы своей культурной идентичности.
В этот период в Соединённых Штатах доктрина «христианской идентичности» соединила христианский дуализм с теологией, в которой евреи считаются проклятыми потомками сатаны. Афроамериканцы, азиаты, выходцы из Латинской Америки и все другие «цветные» рассматриваются как «грязные» расы, которые разбавляют своей кровью и уничтожают «арийскую расу» на её традиционных территориях. Эти группы используют нацистскую демонологию и апокалиптику, поклонение Гитлеру и символику Третьего рейха для активизации насилия в стремлении к созданию государства белой расы. Другие группы соединяют идеи расизма со скандинавскими неоязыческими религиями. В этих направлениях руны считаются магическими знаками наследия предков и мистической кровной верности. В Соединённых Штатах, Великобритании, Германии и скандинавских странах неоязыческие расистские группы развивают идеи рун, магии и мифологии скандинавских персонажей Вотана, Локи и Фенрира.
Культурный пессимизм Савитри Деви и Мигеля Серрано выражает страх перед исчезновением «белых» («арийцев») в эпоху вырождения, в которой доминируют «социально и расово низшие». Принятие ими индуистской циклической хронологии позволило заимствовать идеи деградации в эпоху Кали-юги и тысячелетнего возрождения в новый «золотой век». Фрэнсис Йоки также сформулировал мифическую философию истории, в соответствии с которой европейские расы временно выведены из строя чужеродным еврейским влиянием, но должны исполнить свое предназначение, создав могущественный «новый Империум» или мировую империю. Обращаясь к более узкой, немецкоязычной аудитории, Вильгельм Ландиг развивал мифологию нео-фёлькише об «арийских» истоках в северном Туле и грядущем восстановлении и возрождении нацистской Германии. Мифы о чёрном солнце и нацистских НЛО выполняют аналогичную, хотя и региональную, функцию для немецких неонацистов, которых не устраивает поражение нацистской Германии во Второй мировой войне и преобладание либерализма на международной арене.
В 1990-е годы группировки неонацистской молодежи в восточной Германии устраивали нападения на иммигрантов, оскверняли еврейские кладбища и вступали в столкновения со сторонниками левых взглядов и полицией. В начале XXI века небольшие неонацистские партии существуют в большинстве европейских стран, в США, Канаде и некоторых странах Центральной и Южной Америки. Они также редко, но присутствуют в других странах.
Замалчивание Холокоста в СССР оказало на российское общество, власти и науку крайне негативное влияние, в частности способствовало распространению ультраправой идеологии и созданию неофашистских организаций. Как полагает Илья Альтман, в России это влияние было большим, чем где-либо на постсоветском пространстве в Европе.

## Организации
С 1962 ряд неонацистских движений и организаций были объединены во «Всемирный союз национал-социалистов» (ВСНС; World Union of National Socialists, WUNS). По состоянию на сентябрь 2012 года к числу официально зарегистрированных членов ВСНС принадлежали 44 организации. Большая их часть обладала собственными сетевыми ресурсами и прессой. Из них по одной организации было в странах: Бельгия, Болгария, Боливия, Бразилия, Венесуэла, Гватемала, Греция, Иран, Канада, Коста-Рика, Норвегия, Сербия, Финляндия, Франция, Япония; по две в странах: Великобритания, Испания, Италия, Мексика, Перу, США, Украина, Швеция; три в Румынии, четыре в Чили, шесть в России («Национальное сопротивление», Национал-социалистическое движение «Русский дивизион», Всероссийское общественное патриотическое движение «Русское национальное единство» (РНЕ), Национал-социалистическое движение «Славянский союз», запрещённое по решению суда в июне 2010 года, и др.
К числу легально действующих неонацистских организаций, не входящих в ВСНС принадлежат Национал-социалистическое движение 88 (НСД88), которое действует в США, Канаде, Великобритании, Швеции, ЮАР, Австралии, Новой Зеландии; партии и группировки в странах: США — Национальный альянс, Американская нацистская партия, Белые националисты Запада, Белая революция, Рыцари Белой Камелии ККК, Национал-социалистическая немецкая рабочая партия за рубежом; Канада — Арийские расисты Канады; Франция — Федерация национального и европейского действия, Французские националисты и др.; Германия — Национал-демократическая партия Германии, Немецкий народный союз, Республиканцы и др.; Дании — Национал-социалистическое движение Дании; Турция — Партия национального действия; Россия — Национал-социалистическое общество (НСО, запрещено по решению суда в 2010 году), Русский общенациональный союз (РОНС; запрещён в сентябре 2011 года) и др.
Наиболее радикальные неонацисты в своей политической борьбе используют террористические методы, формируя подпольные организации. Эти организации часто могут создаваться легально действующими партиями и являются их боевыми группами. Наибольшую известность получили организации: британский «Combat 18» (С18, цифра 18 используется как цифровое обозначение имени Adolf Hitler в соответствии с порядком заглавных букв в латинском алфавите), которая действует также в Бельгии, Болгарии, Германии, Исландии, Канаде, Нидерландах, РФ, Сербии, США, Украине; турецкий «Бозкурт» («Серые волки»), действующий также в Азербайджане, «Эргенекон» и др. Боевыми неонацистскими организациями также являются группировки НС-скинхедов. Наиболее организованной и распространённой во многих странах является «Hammerskins». К числу таких российских организаций принадлежали: «Легион „Вервольф“» (ликвидирована в 1996 году), «Шульц-88» (ликвидирована в 2006), «Белые волки» (ликвидирована в 2008—2010 годах), «Новый порядок» (прекратила существование), «Русская цель» (прекратила существование); возникают новые неонацистские автономные группировки.
Существенная мобилизующая и организующая функция в неонацизме принадлежит сетевым ресурсам (старейшим и самым крупным является англоязычный сайт «Stormfront», который имеет более 50 активных «подфорумов»; в России это зарегистрированные как члены ВСНС «Правый мир» и «Net 14 Group»), музыкальным промоутерским сетям «Blood & Honour» («Кровь и честь»), WAW («Weiß er arischer Widerstand», «Белое арийское сопротивление»), неонацистским музыкальным фестивалям («Rechtsrock», «Правый рок»; «National Socialist Black Metal», «Национал-социалистический блэк-метал» и др.), националистическим военно-спортивным союзам.
Организации неонацистов часто имеют тесные контакте с экстремистскими группировками правых парламентских партий. Они пополняют эти группировки либо принимают их бывших членов. Примерами являются французский Национальный фронт, Австрийская партия свободы и др. Значимым компонентом неонацизма является общественно-политическая деятельность представителей «старого нацизма», принадлежащих к числу членов союзов бывших солдат и офицеров СС.

## Лозунги и символика
Неонацистская символика включает изображения, фразы, кодовые слова. Часть нацистской символики. Принадлежит к категории символов ненависти. В неонацизме широко используются нацистские лозунги, символика и приветствия. В ряде стран приняты законы против использования неонацистской символики. В условиях законодательных запретов применения символики происходит часто в модифицированной форме или в виде цифровых кодов, кодовых слов и фраз.
Нацистская символика присутствует на флагах, одежде или в виде татуировок, в том числе тех, которые «заработаны» сторонниками путём совершения актов насилия.
К числу неонацистских символов принадлежат нацистская свастика, молнии СС, нацистское приветствие и лозунг «Зиг хайль!», лозунг «кровь и почва», кодовый лозунг 14/88, вольфсангель, который может иметь также зеркальную и вертикальную вариации, нацистский эзотерический символ «чёрное солнце», кельтский крест, понятие «Рахова» («расовая священная война», англ. Racial Holy War, RaHoWa) и др. К нацистским и неонацистским близок ряд символов славянского неоязычества.

## Нацистская эстетика
Одной из форм неонацизма является культивирование нацистской эстетики. Например, в Индонезии (Бандунг) существовал ресторан Soldatenkaffee, где в интерьере использовались немецкие плакаты 1940-х, флаги со свастикой, портреты Адольфа Гитлера, а официантки были одеты в униформу, стилизованную под мундиры СС. Похожее кафе было в итальянском баре. Некоторую моду получили фотосессии в форме СС (в том числе и свадебные). При этом под стилизованной формой СС понимается чёрный костюм с высокими сапогами, коричневая рубашка с чёрным галстуком, чёрная фуражка с кокардой «мёртвая голова» и знаки различия с руной зиг. К нацистской эстетике также относят футболки с изображениями Гитлера.

## Противодействие
Приговором Нюрнбергского трибунала, составившим основу Устава ООН и оказавшим влияние на законодательство многих современных государств, распространение национал-социалистической идеологии и символики (в том числе, свастики) признано противозаконным.
Параграфом 86а Уголовного кодекса Германии запрещена пропаганда антиконституционных организаций, большую часть которых составляют неонацистские организации. За изображение свастики предусмотрено наказание в форме тюремного заключения сроком до года.
Первая поправка к Конституции США гарантирует свободу слова, что представляет политическим организациям большую свободу, в частности, в выражении нацистских, расистских и антисемитских взглядов. Знаковым прецедентом, связанным с Первой поправкой, стало дело Национал-социалистическая партия Америки против Скоки, когда неонацисты планировали провести свой марш в преимущественно еврейском пригороде Чикаго. Марш в Скоки так и не состоялся, но решением суда неонацистам было разрешено провести серию демонстраций в Чикаго.
Организации, информирующие об неонацистской деятельности в США, включают Антидиффамационную лигу и Южный центр правовой защиты бедноты. Американские неонацисты нападают на меньшинства и притесняют их.
В 2020 году ФБР переклассифицировало неонацистов, отнеся их к тому же уровню угрозы, что и ИГИЛ. Крис Рэй, директор Федерального бюро расследований, заявил: «Террористическая угроза не только разнообразна, но и неумолима».
Деятельность неонацистских организаций и использование нацистской символики в России запрещены Федеральным законом «Об увековечивании победы советского народа в Великой Отечественной войне 1941—1945 годов» от 19.5.1995 (№ 80-ФЗ, с изменениями от 22.8.2004, 9.2.2009) и Федеральным законом «О противодействии экстремистской деятельности» от 25.7.2002 (№ 114-ФЗ; с изменениями от 27.7.2006, 10.5.2007, 24.7.2007, 29.4.2008).
С 2012 года Россия вносит в ООН Резолюцию по борьбе с героизацией нацизма, которая содержит озабоченность в отношении прославления нацистского движения и осквернения или разрушения памятников тем, кто боролся против нацизма в годы Второй мировой войны. Резолюция получила поддержку большинства членов организаци, в том числе в 2021 году, когда США и Украина проголосовали против неё. Две страны выразили уверенность в том, что они «никоим образом не одобряют Третий рейх».
Украина начала голосовать против российской резолюции с 2014 года после Евромайдана, аннексии Россией украинского Крыма и начала войны в Донбассе. В 2019 году Украина решительно осудила все формы нацизма и неонацизма, а также другие проявления, способные питать «современные формы расизма, расовой дискриминации, ксенофобии и связанных с этим форм нетерпимости», указав на 8 млн украинцев, убитых немецкими нацистами в период Второй мировой войны. Обвинения Украины в адрес России в использовании двойных стандартов включали упоминание о сотрудничестве СССР с нацистской Германией в 1939 году и о миллионах украинцев, погибших от голодомора в 1932—1933-х годах.
В 2022, после начала вторжения России на Украину под предлогом её «денацификации», резолюция была принята, несмотря на голосование со стороны стран Европы. В ответ на это объяснительная записка Европейского союза подчеркнула долговременное стремление к борьбе против экстремизма и осуждение идеологии нацизма, которые не должны использоваться в политических целях для оправдания возникающих нарушений прав человека. США и Канада подчеркнули, что резолюция призвана легитимизировать нарратив, основанный на дезинформации, в то время как Украина посчитала её «лицемерной» и предлогом для оправдания военных действий России и преступлений против человечности. Австралия внесла поправку, выражая сожаление относительно попыток России оправдать своё нападение на Украину под предлогом борьбы с неонацизмом и в связи с тем, что такая политика подрывает реальную борьбу с неонацизмом.
11 ноября 2024 года Третий комитет Генассамблеи ООН проголосовал за резолюцию «Борьба с героизацией нацизма, неонацизмом и другими видами практики, которые способствуют эскалации современных форм расизма, расовой дискриминации, ксенофобии и связанной с ними нетерпимости». Документ подготовила Россия в соавторстве с Китаем, ЮАР, КНДР, Арменией и Сербией. За проголосовали 116 государств, против — 54 страны.